# اوگاسا، شیزوئوکا
اوگاسا، شیزوئوکا (به لاتین: Ogasa) یک منطقهٔ مسکونی در ژاپن است که در ناحیه چوبو واقع شده‌است. اوگاسا ۱۵٬۹۶۸ نفر جمعیت دارد.